# アイリーン・チャン
アイリーン・チャン（中国語：陳 依齡、英語：Irene Chan、広東語：チャン・イーリン、1951年8月11日 - ）は、香港出身の香港女優、歌手である。アグネス・チャン（陳美齡）の姉。

## 概要
アイリーン・チャンは香港ショウ・ブラザーズと契約して、1970年前後に数作の映画に出演、テレビドラマでも活躍した。1971年日本に留学し、東宝芸能アカデミーで学ぶ。歌手としては香港ライフレコードから『誰能替我傳心意』などの中国語アルバムを発売、日本では渡辺プロダクション、ワーナーパイオニアと契約して、シングルレコード『恋の夜来香』、『花占い』、『薔薇の誓い』も発売したがいずれもヒットは出なかった。
1972年に妹のアグネス・チャンが同じワーナーパイオニアからレコード・デビューして来日すると、自らの芸能活動よりも妹の世話に注力した。その後、香港でテレビプロデューサーとして働いたり、カナダに留学したりした後、1978年に結婚した。
現在は芸能界を引退して主婦として暮らしている。

## 主な出演

### 映画
- 1967年『星月爭輝』(Sing High, Sing Low)　監督：薛群
- 1968年『女兒國』(The Land of Many Perfumes)　監督：何夢華
- 1968年『三燕迎春』(Three Swinging Girls)　監督：秦剣、柯愛役
- 1969年『玉女親情』(A Place To Call Home)　監督：呉家驤
- 1969年『桃李春風』(Dark Semester)　監督：呉家驤
- 1969年『千面魔女』(Temptress of a Thousand Faces)　監督：鄭昌和
- 1970年『噴火美人魚』(Guess Who Killed My Twelve Lovers?)　監督：呉家驤
- 1970年『鬼門關』(Hellgate)　監督：穆時傑（村山三男）
- 1971年『玉面俠』(The Jade Faced Assassin)　監督：厳俊
- 1971年『玉女嬉春』(The Yellow Muffler)　監督：井上梅次、青萍役
- 1971年『我愛金龜婿』(We Love Millionaires)　監督：井上梅次、林依麗役
- 1971年『齊人樂』(The Man with Two Wives)　監督：井上梅次
- 1972年『年輕人』(Young People)　監督：張徹
- 1972年『愛』(Love)　監督：程剛
- 1972年『反叛』(The Rebel)　監督：張徹
- 1973年『香港73』(Hong Kong 73)　監督：楚原
- 1974年『燕飛翔』(Where's The Swallow Key?)　監督：郭清江
- 1974年『早熟』(Thirteen)　監督：宋存寿
- 1974年『我在戀愛』(I am in Love)　監督：郭清江
- 1974年『洪拳與詠春』(Shaolin Martial Arts)　監督：張徹
- 1975年『阿福撈世界』(The Stupid Salor, Ah Fook)　監督：張森

### テレビドラマ

#### 日本
- 1971年 - 1973年 『花は花よめ』(日本テレビ)

#### 香港
- 1974年2月 『燕飛翔』（RTV 麗視）
出演：陳美齡、陳依齡、陳曼娜
- 1974年4月 『金粉世家』（RTV 麗視）
出演：陳依齡、劉志榮、陳曼娜、プロデューサー：李兆熊
- 1974年7月 『殞星』（RTV 麗視）
出演：陳依齡、劉志榮、劉松仁
- 1974年9月 『不要説再見（RTV 麗視）
出演：江濤、陳依齡、黄莎莉、羅浩楷

## ディスコグラフィー

### シングル

#### 日本語
- 「愛の出発」「恋の夜来香｣（ワーナーパイオニア、1971年6月）[1]
- 「いちご娘」、「いちごの恋」（サンリオ、1971年12月）[2]
- 「花占い」（c/w　天使の誓い、ワーナーパイオニア、1972年4月）[1]
- 「薔薇の誓い」（c/w　青い麦の中、ワーナーパイオニア、1972年8月）[1]
- 「愛の唄｣（c/w 私の庭から）
- 「砂糖菓子」（c/w いつの日か）
- 「落葉樹｣ （c/w 銀河鉄道の乗客）
- 「未練ね」 （c/w 好きなのに）

#### 中国語
- 「X+Y=LOVE」、「你是偸心的人」（1972年、麗風LIFE、EP 2067）
- 「不凋謝的花」、「只有你」（1972年、麗風LIFE、EP 2071）

### アルバム
- 『誰能替我傳心意／不凋謝的花』（1972年、麗風LIFE、LSP 9025）
  1. 不凋謝的花
  2. 只有你
  3. 你是偸心的人
  4. 留不住的你
  5. 四個願望
  6. 誰能替我傳心意
  7. X+Y=LOVE
  8. 回頭我也不要你
  9. 一切都在夢中
  10. 你是負心人
  11. 心愛的你
  12. 涙與同情

- 『真心愛上你、小薇』（1973年、麗風LIFE、LSP 9061）